# (237187) Zhonglihe
(237187) Zhonglihe est un astéroïde de la ceinture principale.

## Description
(237187) Zhonglihe est un astéroïde de la ceinture principale. Il fut découvert le 23 octobre 2008 à l'observatoire de Lulin par Hsiao Xiang-Yao et Ye Quan-Zhi. Il présente une orbite caractérisée par un demi-grand axe de 2,73 UA, une excentricité de 0,10 et une inclinaison de 4,6° par rapport à l'écliptique.

## Compléments